# Кащёнки
Кащёнки — посёлок сельского типа в Жарковском районе Тверской области. Относится к Жарковскому сельскому поселению.
Находится в 15 км к северу от районного центра посёлок Жарковский, на озере Амлышево (Ямлышево). В 2,5 км к юго-западу — посёлок Гараж.
В посёлке остановочный пункт (бывшая станция) на железнодорожной линии Земцы — Жарковский.
Население по переписи 2002 года — 88 человек, 44 мужчины, 44 женщины.

## История
Название станции и посёлка от имени деревни Кощенки (Кащенки), располагавшейся на берегу Туросны, севернее озера Островно. Железная дорога построена в 1930-е годы, имела большое значение в годы Великой Отечественной войны (линия тогда называлась «Земцы — Ломоносово»).
В посёлке располагалось Кащенское лесничество.

## Инфраструктура
В посёлке Кащёнки располагается отделение почтовой связи, работающее 2 дня в неделю. Также имеется небольшой магазин.